# Tour du Limousin 2020
Il Tour du Limousin 2020, cinquantatreesima edizione della corsa, si svolse dal 18 al 21 agosto 2020 su un percorso di 702 km ripartiti in 4 tappe, con partenza da Couzeix e arrivo a Limoges. Fu vinto dall'italiano Luca Wackermann della Vini Zabù-KTM davanti al britannico Jake Stewart e al portoghese Rui Costa.

## Tappe
| Tappa  | Data      | Percorso                                                       | km    | Vincitore di tappa | Leader cl. generale |
| ------ | --------- | -------------------------------------------------------------- | ----- | ------------------ | ------------------- |
| 1ª     | 18 agosto | Couzeix > Évaux-les-Bains                                      | 183,5 | Luca Wackermann    | Luca Wackermann     |
| 2ª     | 19 agosto | Base Départementale de Rouffiac > Grand Étang de Saint-Estèphe | 173,9 | Fernando Gaviria   | Joël Suter          |
| 3ª     | 20 agosto | Ussac > Chamberet                                              | 177,9 | Jasper Philipsen   | Luca Wackermann     |
| 4ª     | 21 agosto | Lac de Saint-Pardoux > Limoges                                 | 167   | Alessandro Fedeli  | Luca Wackermann     |
| Totale | Totale    | Totale                                                         | 702   |                    |                     |

## Dettagli delle tappe

### 1ª tappa
- 18 agosto: Couzeix > Évaux-les-Bains – 183,5 km

| Pos. | Corridore       | Squadra    | Tempo    |
| ---- | --------------- | ---------- | -------- |
| 1    | Luca Wackermann | Vini Zabù  | 4h30'29" |
| 2    | Jake Stewart    | Groupama   | a 7"     |
| 3    | Jon Aberasturi  | Caja Rural | s.t.     |

| Pos. | Corridore       | Squadra    | Tempo    |
| ---- | --------------- | ---------- | -------- |
| 1    | Luca Wackermann | Vini Zabù  | 4h30'19" |
| 2    | Jake Stewart    | Groupama   | a 11"    |
| 3    | Jon Aberasturi  | Caja Rural | a 13"    |

### 2ª tappa
- 19 agosto: Base Départementale de Rouffiac > Grand Étang de Saint-Estèphe – 173,9 km

| Pos. | Corridore        | Squadra    | Tempo    |
| ---- | ---------------- | ---------- | -------- |
| 1    | Fernando Gaviria | UAE        | 4h13'18" |
| 2    | Joël Suter       | Bingoal WB | s.t.     |
| 3    | Kevin Ledanois   | Arkéa      | a 2"     |

| Pos. | Corridore       | Squadra    | Tempo    |
| ---- | --------------- | ---------- | -------- |
| 1    | Joël Suter      | Bingoal WB | 8h43'45" |
| 2    | Luca Wackermann | Vini Zabù  | s.t.     |
| 3    | Kevin Ledanois  | Arkéa      | a 7"     |

### 3ª tappa
- 20 agosto: Ussac > Chamberet – 177,9 km

| Pos. | Corridore         | Squadra  | Tempo    |
| ---- | ----------------- | -------- | -------- |
| 1    | Jasper Philipsen  | UAE      | 4h36'21" |
| 2    | Jake Stewart      | Groupama | s.t.     |
| 3    | Benjamin Declercq | Arkéa    | s.t.     |

| Pos. | Corridore       | Squadra   | Tempo     |
| ---- | --------------- | --------- | --------- |
| 1    | Luca Wackermann | Vini Zabù | 13h20'06" |
| 2    | Jake Stewart    | Groupama  | a 5"      |
| 3    | Kevin Ledanois  | Arkéa     | a 7"      |

### 4ª tappa
- 21 agosto: Lac de Saint-Pardoux > Limoges – 167 km

| Pos. | Corridore         | Squadra    | Tempo    |
| ---- | ----------------- | ---------- | -------- |
| 1    | Alessandro Fedeli | Nippo      | 4h02'00" |
| 2    | Rui Costa         | UAE        | s.t.     |
| 3    | Joël Suter        | Bingoal WB | a 5"     |

| Pos. | Corridore       | Squadra   | Tempo     |
| ---- | --------------- | --------- | --------- |
| 1    | Luca Wackermann | Vini Zabù | 17h22'11" |
| 2    | Jake Stewart    | Groupama  | a 2"      |
| 3    | Rui Costa       | UAE       | a 4"      |

## Classifiche finali

### Classifica generale
| Pos. | Corridore         | Squadra              | Tempo     |
| ---- | ----------------- | -------------------- | --------- |
| 1    | Luca Wackermann   | Vini Zabù            | 17h22'11" |
| 2    | Jake Stewart      | Groupama             | a 2"      |
| 3    | Rui Costa         | UAE Team Emirates    | a 4"      |
| 4    | Kevin Ledanois    | Team Arkéa-Samsic    | a 7"      |
| 5    | Romain Combaud    | Nippo Delko Provence | a 11"     |
| 6    | Anthony Delaplace | Team Arkéa-Samsic    | a 12"     |
| 7    | Benjamin Declercq | Team Arkéa-Samsic    | a 13"     |
| 8    | Sergei Chernetski | Gazprom-RusVelo      | s.t.      |
| 9    | Francisco Galván  | Equipo Kern Pharma   | a 17"     |
| 10   | Antonio Angulo    | Euskaltel-Euskadi    | s.t.      |